# GSC4027-242
GSC4027-242- є хімічно пекулярною зорею
спектрального класу
B8 й має видиму зоряну величину в
смузі V приблизно 10.0.
.

## Пекулярний хімічний вміст
Зоряна атмосфера GSC4027-242 має підвищений вміст Si.